# 선윤지
선윤지(宣允祉)는 보성선씨(寶城宣氏)의 시조(始祖)이다. 생졸연대는 정확하지는 않으나 1300년대 중반부터 1400년대 초반 사람이다. 호는 용암(龍菴) 또는 퇴휴당(退休堂)이라 한다. 배우자는 연안李氏이며, 슬하에 2남(安景, 安赫)과 1녀(남편 필문 이선제(李先齊))가 있다.

## 생애
중국 명나라 과거시험에서 장원급제하여 문연각 학사가 되었으며, 1382년(고려 우왕 8년) 명나라 사신으로 고려에 와서 귀화하였다. 1382년 전라도안렴사(全羅道按廉使)를 하면서 전라도 지방의 백성들에게 어질고 깨끗한 정치를 베풀어 백성들의 부역을 없애고 누에치고 농사짓는 일에 전력을 기울이게 하였다. 또한 당시 왜구가 조양(兆陽)과 복홀(伏忽)까지 침범해 약탈함으로써 폐현이 되다시피 했을 때, 왜구를 소탕하고 잔적을 격멸하여 잃었던 지역을 완전히 회복하였으며,전라도 안렴사를 마치고도 벼슬을 계속하면서 전라도지방에서 선정을 베풀었던 것으로 전해진다.
선윤지는 유학을 숭상하고 무예에 남다른 소질이 있었으며, 야은 길재, 장령 서견, 농암 김주와 교의가 두터웠다고 한다. 고려의 신하로서 고려 왕조에 충절과 절개를지켜 조선이 건국됨에 따라 벼슬을 내놓고 고려의 유신(遺臣)들과 산수를 벗삼으며 여생을 보내셨다.
보성 오충사(五忠祠), 장흥 포충사, 고양 오충사에 배향(配享) 되었으며, 지역 유림들과 보성선씨 후손들이 제향을 모시고 있다. 이 곳에는 선윤지뿐만 아니라 유성군 선형, 선거이, 선세강, 선약해 등 총 5분을 모시고 있다.
선윤지의 후손들은 2000년 통계청 인구조사시 39,001여명으로 집계되었다.

## 평가
『신증동국여지승람』 제40권 전라도(全羅道) 보성군(寶城郡) [인물]편에 “고려 선윤지(宣允祉) 군이 왜구의 침입을 받아 옮겨서 내지(內地)로 가서 살자 윤지가 안렴사가 되어 백성을 위로하고 재물을 모아 군 사람들을 안정시키니 지금까지 이를 칭찬한다″ 라고 하였으며, 『果菴 宋德相 과암선생문집 권11』 고려조 안렴사(按廉使) 선공의 생사당 유허비문에  "거민이 그의 덕을 생각하여 한식동 북쪽에 생사당을 세웠으니 지금도 전하여 말을 한다” 라고 하였다.
또한 『성호보휘(姓號譜彙)』와 『대동기문(大東奇聞)』에 의하면 “선윤지 호는 퇴휴당(退休堂)으로 선성(宣城)사람이다. 명조의 학사로 명나라 홍무(洪武)년간에 고려로 와 공민왕조에 벼슬살이를 하였는데 그 벼슬은 안렴사(按廉使)에까지 이르렀다. 고려가 망하자 보성으로 가 살기 시작하였으며 태종이 몇 번이나 그를 불렀으나 최후까지 불응하고 말았는데 그가 죽자 태종은 이조판서란 중직을 내렸다.”로 불사이군(不事二君)의 충절을 적고 있다.